# Touapsé (fleuve)
 (mars 2014).
Si vous disposez d'ouvrages ou d'articles de référence ou si vous connaissez des sites web de qualité traitant du thème abordé ici, merci de compléter l'article en donnant les références utiles à sa vérifiabilité et en les liant à la section « Notes et références ».
Le fleuve Touapsé (en russe : Туапсе) est un petit cours d'eau de Russie qui se jette dans la mer Noire.

## Géographie
Le Touapsé est long de 43 km et draine un bassin de 352 km2. Il arrose le kraï de Krasnodar et se jette dans la mer Noire.
Il arrose plusieurs villages dont la ville de Touapsé à laquelle il a donné son nom.